# Dos de Mayo (Metropolitano)
La estación Dos de Mayo es una estación intermedia del Metropolitano en la ciudad de Lima. Está ubicada en el paso a desnivel de la avenida Alfonso Ugarte con la plaza Dos de Mayo en el distrito de Lima.

## Características
La estación tiene dos niveles, dos plataformas para embarque de pasajeros separadas físicamente (una para cada sentido de viaje) en el nivel inferior y dos ingresos en superficie con escaleras y ascensores exclusivos para personas con movilidad reducida. Dispone de máquinas de autoservicio y taquilla para la compra y recarga de tarjetas.
Próximo a la estación destacan varios edificios históricos, el Museo Nacional de la Cultura Peruana y la plaza que da nombre a la estación.

## Servicios
La estación es atendida por los siguientes servicios:
| Servicio troncal | Indicador           | Lunes a viernes                     | Lunes a viernes | Sábado        | Domingo       |
| Servicio troncal | Indicador           | Norte a Sur                         | Sur a Norte     | Sábado        | Domingo       |
| ---------------- | ------------------- | ----------------------------------- | --------------- | ------------- | ------------- |
| Regular          | Regular B           | 10:00 - 23:00                       | 10:00 - 23:00   | 05:00 - 23:00 | 05:00 - 22:00 |
| Regular          | Regular D           | 05:00 - 10:00                       | 05:00 - 10:00   | Sin servicio  | Sin servicio  |
| Expreso          | Super Expreso Norte | 05:00 - 10:00                       | 05:30 - 10:00   | Sin servicio  | Sin servicio  |
| Expreso          | Super Expreso Norte | 16:30 - 20:30                       | 17:00 - 21:00   | Sin servicio  | Sin servicio  |
| Expreso          | Super Expreso Norte | (Veintidós de Agosto) 06:00 - 08:00 | Sin servicio    | Sin servicio  | Sin servicio  |